# Alice Cooper Goes to Hell
Alice Cooper Goes to Hell —en español: Alice Cooper va al infierno— es un álbum de estudio de Alice Cooper lanzado en 1976. Todas las canciones fueron compuestas por el productor Bob Ezrin, por el guitarrista y compositor Dick Wagner y por Alice Cooper.
El álbum alcanzó el puesto número 27 en la lista Billboard 200 de Estados Unidos.

## Lista de canciones
1. "Go to Hell" – 5:15
2. "You Gotta Dance" – 2:45
3. "I'm the Coolest" – 3:57
4. "Didn't We Meet" – 4:16
5. "I Never Cry" (Cooper, Wagner) – 3:44
6. "Give the Kid a Break" – 4:14
7. "Guilty" – 3:22
8. "Wake Me Gently" – 5:03
9. "Wish You Were Here" – 4:36
10. "I'm Always Chasing Rainbows" (Harry Carroll, Joseph McCarthy) – 2:08
11. "Going Home" – 3:47